# Charles Curtis
Charles Curtis (n. 25 ianuarie 1860, Topeka, Kansas, SUA – d. 8 februarie 1936, Washington, D.C., District of Columbia, SUA) a fost un politician american, vicepreședinte al Statelor Unite ale Americii între 1929 și 1933.